# 米兰达州
米蘭達州（西班牙語：Estado Miranda）是委內瑞拉北部的一個州，位於聯邦區東南，東北臨加勒比海。面積7,950平方公里，2007年人口2,857,900人。首府洛斯特克斯。1901年建州。下分二十一個自治市。州名紀念拉美獨立英雄弗朗西斯科·德·米蘭達。